# 亨德森山 (不列顛嶺)
亨德森山（英語：Mount Henderson）是南極洲的山峰，位於奧次地，屬於不列顛嶺的一部分，海拔高度2,660米，由英國探險隊發現和命名，現時由南極條約體系管理。
80°12′S 156°13′E / 80.200°S 156.217°E